# スキ!
『スキ!』とは、1990年に東宝が製作した大江千里、島崎和歌子主演の日本映画である。同時上映作品は『山田ババアに花束を』。

## ストーリー
大手建設会社・東都建設のサラリーマン・二宮氷介（大江）は学歴もコネもないのに顔が犬に似ているだけで社長令嬢・小百合（藤田朋子）に見初められ婚約を果たし、さらに平社員から副部長へ一気に異例の出世を成し遂げる。しかし、逆にコネもなく何事にも見放された高校生の少女・椎名双葉（島崎和歌子）は占い師（大竹まこと）から「13日の金曜日、100番目の男」と告げられる。双葉が数えると100番目の男が氷介だったのだ。このことで、氷介と双葉の立場が逆転する。果たして、恋の行方は…。

## キャスト
- 大江千里 - 二宮氷介
- 島崎和歌子 - 椎名双葉
- 藤田朋子 - 小百合
- 角野卓造
- 大竹まこと
- 菅井きん
- 森口瑤子
- 大高洋夫
- 鈴木瑞穂

ほか

## スタッフ
- 脚本 - 野島伸司
- 監督 - 渡邊孝好
- 音楽 - 羽田健太郎
- 製作者 - 増田久雄
- 製作 - 東宝、プルミエ・インターナショナル

## テーマ曲
- 大江千里「あいたい」
  - 作詞・作曲：大江千里、編曲：小室哲哉

## 補足
- 『君は僕をスキになる』（1989年、東宝）のスタッフが製作にあたっていた。
- 出演クレジットに「梶原杢太郎」の名前が挙がっているが、これは大江のペンネームであり、別のキャラクターでの出演だった。
- 製作発表の日に大江が30歳の誕生日を迎えた。
- 当時のカリスマシンガーであった大江を主演に起用しているものの、年間のブロックブロッキングを組んでいる東宝の正月興行としてはシリーズものやアイドルものでもない作品は異色であり、興行も振るわなかった[1]。本作品の公開時点で翌年の正月興行である『ゴジラvsキングギドラ』の企画が進行しており、書籍『平成ゴジラ大全』では同作品までのショートリリーフであったと推測している[1]。
- 過去にビデオ（VHS）ソフトが発売されたものの、2025年現在DVD/Blu-ray化は行われておらず、ネット配信されたこともないため「幻の作品」に近い扱いをされている。ただ、2024年7月に神保町シアターにて34年ぶりの劇場上映が実現。上映に合わせ、監督の渡邊をゲストに迎えてのトークショーも開催され、主演の島崎も飛び入り出演した[2][3]。